# Fernfahrer (Zeitschrift)
Die Zeitschrift Fernfahrer (Eigenschreibweise in Großbuchstaben) ist ein in Deutschland erscheinendes Fachmagazin des Verlags Euro Transport Media für Fernfahrer, Spediteure und die Nutzfahrzeugindustrie. Sie erschien erstmals 1981 unter dem Titel FERNFAHRER-Zeitung, seit 1983 trägt sie den Titel Fernfahrer.
Das Fachmagazin erscheint monatlich, des Öfteren mit verschiedenen Beilagen, wie zum Beispiel dem Autohof-Guide zwischen 2002 und 2004. Die verbreitete Auflage beträgt  Exemplare, davon ca. 3.200 im Ausland. Zur Fachzeitschrift gehören außerdem eine Webpräsenz und ein Newsletter.
Die Zeitschrift enthält Fahrzeugtests, Fahrberichte und Reportagen sowie Berichte zu technischen Neuerungen und aktuellen Entwicklungen im Nutzfahrzeug- und Transportsektor. Entsprechend dem Selbstverständnis der Zeitschrift als Sprachrohr der Belange der Fahrer kommen diese auch selbst zu Wort.